# Kukiz'15

Logo jusqu'en 2019.

Kukiz'15 est un mouvement politique polonais dirigé par le chanteur punk Paweł Kukiz, créé au mois de mai 2015. Il n'est pas formellement enregistré comme parti politique, l'un de ses objectifs étant de « détruire la particratie ».

## Histoire
Le mouvement citoyen est fondé à la suite de la candidature de Paweł Kukiz à l'élection présidentielle de 2015, lors de laquelle il remporte 21 % des suffrages exprimés et se classe en troisième position. La principale proposition de Kukiz durant la campagne électorale est le remplacement du scrutin proportionnel plurinominal pour l'élection de la Diète par un scrutin uninominal majoritaire à un tour. Cette proposition fait par ailleurs l'objet d'un référendum en septembre 2015.
Kukiz'15 est particulièrement populaire parmi les jeunes électeurs, Paweł Kukiz ayant remporté 42 % des suffrages des 18 à 29 ans lors de l'élection présidentielle.
À l'occasion des élections législatives de 2015, Kukiz'15 coopère avec le parti d'extrême droite, Mouvement national, un quart environ des députés élus devant lui revenir.

## Plateforme
Les positions politiques importantes sont :
- éliminer le monopole des partis politiques traditionnels (« détruire la particratie »)[16]
- réforme du système électoral pour passer du scrutin proportionnel plurinominal au scrutin uninominal majoritaire à un tour[réf. nécessaire]
- séparation du gouvernement, des tribunaux et du parlement[17]
- protection des libertés civiques[réf. nécessaire]
- introduction de référendums obligatoire[réf. nécessaire]

## Résultats électoraux

### Diète
| Année | Voix                              | %                                 | Rang                              | Sièges   | Gouvernement                                                                           |
| ----- | --------------------------------- | --------------------------------- | --------------------------------- | -------- | -------------------------------------------------------------------------------------- |
| 2015  | 1 339 094                         | 8,81                              | 3e                                | 42 / 460 | Opposition                                                                             |
| 2019  | Au sein de la Coalition polonaise | Au sein de la Coalition polonaise | Au sein de la Coalition polonaise | 6 / 460  | Opposition (2019-2021), soutien sans participation (2021-2022), opposition (2022-2023) |

### Sénat
| Année | Voix    | %    | Rang | Sièges  |
| ----- | ------- | ---- | ---- | ------- |
| 2015  | 207 156 | 1,38 | 6e   | 0 / 100 |
| 2019  |         |      |      | 0 / 100 |

### Parlement européen
| Année | Voix    | %    | Rang | Sièges |
| ----- | ------- | ---- | ---- | ------ |
| 2019  | 503 564 | 3,69 | 5e   | 0 / 52 |